# Zagoj
Zagoj (512 m n.p.m.) – niewielkie wzgórze na Pogórzu Śląskim, wysunięte nieco na zachód od wododziału Wisły i Olzy, na południowy zachód od Cisownicy, a na północ od góry Tuł.
Zagoj zbudowany jest z wapieni cieszyńskich, widocznych w niewielkim łomie poniżej jego szczytu. W wapieniach tych powstała niewielka jaskinia (Jaskinia Na Górze) o jednym korytarzu długości 8 m. U zachodnich podnóży znajduje się wielki kamieniołom (Kopalnia Wapienia KOSBUD Sp. z o.o.) w Lesznej Górnej. Przyszczytowe partie wzgórza obejmuje rezerwat przyrody „Zadni Gaj” (powierzchnia 6,39 ha), w którym wśród mieszanego lasu rośnie kilkadziesiąt (podawana była liczba 42) okazów drzewiastych cisów naturalnego pochodzenia.
U północno-zachodnich podnóży wzgórza stoi budynek, w którym mieściło się niegdyś schronisko PTTK „Pod Tułem” (obecnie hotel i restauracja). Zachodnimi podnóżami wzgórza przechodzi szlak turystyczny z Goleszowa na Wielką Czantorię, kiedyś znakowany kolorem czarnym, obecnie zielonym.